# Henry Brooks Adams
Henry Brooks Adams (Boston, 16 de fevereiro de 1838 – 27 de março de 1918) foi um historiador, jornalista e novelista estadunidense e membro da família política dos Adams, descendente de dois presidentes dos Estados Unidos.

## Vida
Como um jovem graduado em Harvard, ele serviu como secretário de seu pai, Charles Francis Adams, embaixador de Abraham Lincoln no Reino Unido. A postagem influenciou o homem mais jovem por meio da experiência da diplomacia do tempo de guerra e da absorção na cultura inglesa, especialmente as obras de John Stuart Mill. Após a Guerra Civil Americana, ele se tornou um jornalista político que entretinha os principais intelectuais da América em suas casas em Washington e Boston.
Durante sua vida, ele foi mais conhecido por A História dos Estados Unidos da América Durante as Administrações de Thomas Jefferson e James Madison, uma obra de nove volumes, elogiada por seu estilo literário, domínio da evidência documental e profundidade (família) conhecimento do período e seus principais personagens.
Seu livro de memórias publicado postumamente, The Education of Henry Adams, ganhou o Prêmio Pulitzer e foi nomeado pela Modern Library como o melhor livro de não ficção em inglês do século XX.

## Escritos de Adams (em inglês)
- 1876. Essays in Anglo-Saxon Law (com Henry Cabot Lodge, Ernest Young e J.L. Laughlin).
- 1879. Life of Albert Gallatin.
- 1879. The Writings of Albert Gallatin (como editor, três volumes).
- 1880. Democracy: An American Novel.
- 1882. John Randolph.
- 1884. Esther: A Novel (fac-símile ed., 1938, Scholars' Facsimiles & Reprints, ISBN 978-0-8201-1187-2).
- 1889–1891. History of the United States During the Administrations of Thomas Jefferson and James Madison (9 volumes).
- 1891. Historical Essays.
- 1893. Tahiti: Memoirs of Arii Taimai e Marama of Eimee ... Last Queen of Tahiti (fac-símile da edição de Paris de 1901, fac-símiles e reimpressões de estudiosos de 1947, ISBN 978-0-8201-1213-8).
- 1904. Mont Saint Michel and Chartres.
- 1911. The Life of George Cabot Lodge (fac-símile ed. 1978, Scholars' Facsimiles & Reprints, ISBN 978-0-8201-1316-6).
- 1918. The Education of Henry Adams.
- 1919. The Degradation of the Democratic Dogma.
- 1930–1938. Letters (Ed. por W.C. Ford, dois volumes).
- 1982. The Letters of Henry Adams, Volumes 1–3: 1858–1892 (Ed. por J.C. Levenson, Ernest Samuels e Charles Vandersee).
- 1988. The Letters of Henry Adams, Volumes 4–6: 1892–1918 (Ed. por J.C. Levenson, Ernest Samuels e Charles Vandersee).

### Reimpresso
- Democracy: An American Novel, Esther, Mont Saint Michel and Chartres, The Education of Henry Adams (Ernest Samuels, ed.) (Library of America, 1983) ISBN 978-0-940450-12-7
- History of the United States During the Administrations of Thomas Jefferson and James Madison (Earl N. Harbert, ed.) (Library of America, 1986) Vol I (Jefferson) ISBN 978-0-940450-34-9. Vol II (Madison) ISBN 978-0-940450-35-6.